# Gato de Schrödinger

Un gato, junto a un matraz con veneno y un dispositivo con una partícula radiactiva, dentro de una caja sellada. Si el dispositivo detecta radiación romperá el frasco, liberando el veneno que matará al gato. Según la interpretación de Copenhague, después de un tiempo, el gato está al mismo tiempo vivo y muerto.

El gato de Schrödinger es un experimento mental, a veces descrito como una paradoja, ideado por el físico austriaco-irlandés Erwin Schrödinger en 1935, durante el curso de discusiones con Albert Einstein. Ilustra lo que él vio como el problema de la interpretación de Copenhague de la mecánica cuántica. El escenario presenta un gato hipotético que puede estar simultáneamente vivo y muerto, un estado conocido como superposición cuántica, como resultado de estar vinculado a un evento subatómico aleatorio que puede ocurrir o no.
El experimento mental también se presenta a menudo en discusiones teóricas sobre las interpretaciones de la mecánica cuántica, particularmente en situaciones que involucran el problema de la medición. Schrödinger acuñó el término Verschränkung (entrelazamiento cuántico) durante el desarrollo del experimento mental.

## Origen y motivación

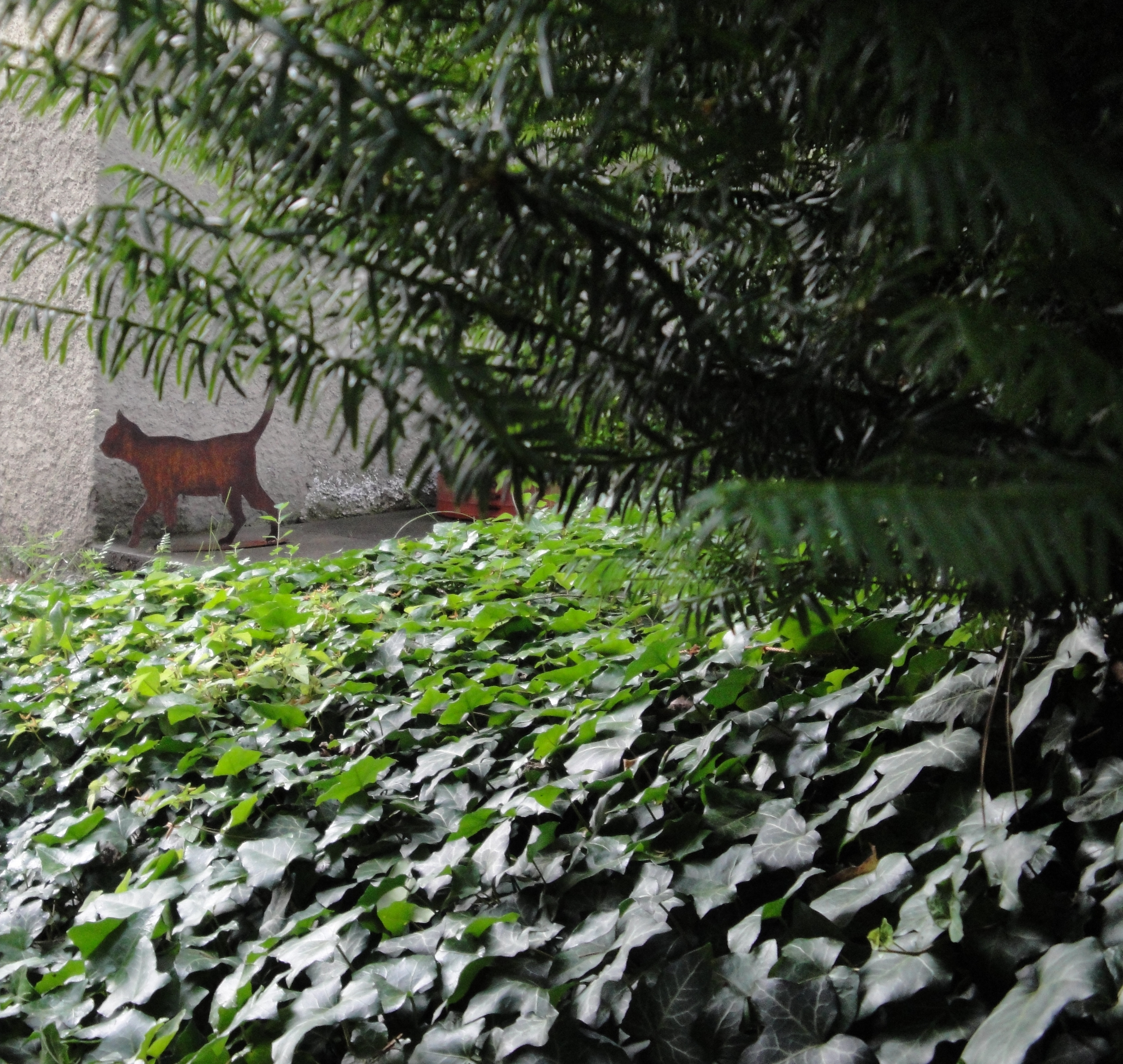
Una figura de gato de tamaño natural y móvil en el jardín de Huttenstrasse 9, Zúrich, donde Erwin Schrödinger vivió entre 1921 y 1926. Un visitante de la casa no puede saber de antemano dónde estará el gato.

Schrödinger pretendía que su experimento para matar al gato fuera una discusión de la paradoja EPR, llamada así por sus autores Einstein, Podolsky y Rosen en 1935. La paradoja EPR destacó la naturaleza contraintuitiva de las superposiciones cuánticas, en las que un sistema cuántico como un átomo o el fotón puede existir como una combinación de múltiples estados correspondientes a diferentes resultados posibles.
La teoría predominante, llamada interpretación de Copenhague, dice que un sistema cuántico permanece en superposición hasta que interactúa con el mundo externo o es observado por él. Cuando esto sucede, la superposición colapsa en uno u otro de los posibles estados definidos. El experimento EPR muestra que un sistema con múltiples partículas separadas por grandes distancias puede estar en tal superposición. Schrödinger y Einstein intercambiaron cartas sobre el artículo EPR de Einstein, en el curso del cual Einstein señaló que el estado de un barril inestable de pólvora, después de un tiempo, contendrá una superposición de estados explotados y sin explotar. [cita requerida]
Para ilustrar mejor, Schrödinger describió cómo se podría, en principio, crear una superposición en un sistema a gran escala haciéndolo dependiente de una partícula cuántica que estaba en una superposición. Propuso un escenario con un gato en una cámara de acero cerrada, en el que la vida o la muerte del gato dependía del estado de un átomo radiactivo, si se había descompuesto y emitido radiación o no. Según Schrödinger, la interpretación de Copenhague implica que el gato permanece vivo y muerto hasta que se observa el estado. Schrödinger no deseaba promover la idea de gatos muertos y vivos como una posibilidad seria; por el contrario, pretendía que el ejemplo ilustrara el absurdo de la visión existente de la mecánica cuántica.
Sin embargo, desde la época de Schrödinger, los físicos han propuesto otras interpretaciones de la mecánica cuántica, algunos de los cuales consideran que la superposición del gato «vivo y muerto» es bastante real. Intentado como una crítica de la interpretación de Copenhague (la ortodoxia predominante en 1935), el experimento mental del gato de Schrödinger sigue siendo una piedra de toque para las interpretaciones modernas de la mecánica cuántica y puede usarse para ilustrar y comparar sus fortalezas y debilidades.

## Interpretaciones

La paradoja de la mecánica cuántica del "gato de Schrödinger" según la interpretación de los muchos mundos. En esta interpretación, cada evento es un punto de ramificación. El gato está vivo y muerto, sin importar si la caja está abierta, pero los gatos "vivos" y "muertos" están en diferentes ramas del universo que son igualmente reales pero que no pueden interactuar entre sí.

- Siguiendo la interpretación de Copenhague, en el momento en que abramos la caja, la sola acción de observar modifica el estado del sistema tal que ahora observamos un gato vivo o un gato muerto. Este colapso de la función de onda es irreversible e inevitable en un proceso de medida, y depende de la propiedad observada. Es una aproximación pragmática al problema, que considera el colapso como una realidad física sin justificarlo completamente. El Postulado IV de la mecánica cuántica expresa matemáticamente cómo evoluciona el estado cuántico tras un proceso irreversible de medida.

- En la interpretación de los «muchos mundos» («many-worlds»), formulada por Hugh Everett en 1957, el proceso de medida supone una ramificación en la evolución temporal de la función de onda. El gato está vivo y muerto a la vez pero en ramas diferentes del universo: ambas son reales, pero incapaces de interactuar entre sí debido a la decoherencia cuántica.

- En la interpretación del colapso objetivo, la superposición de estados se destruye aunque no se produzca observación, difiriendo las teorías en qué magnitud física es la que provoca la destrucción (tiempo, gravitación, temperatura, términos no lineales en el observable correspondiente). Esa destrucción es lo que evita las ramas que aparecen en la teoría de los «muchos mundos». La palabra «objetivo» procede de que en esta interpretación tanto la función de onda como el colapso de la misma son «reales», en el sentido ontológico. En la interpretación de los «muchos mundos», el colapso no es objetivo, y en la de Copenhague es una hipótesis ad hoc. Por lo tanto, se esperaría que el gato se haya asentado en un estado definido mucho antes de que se abra la caja, es decir que  «el gato se observa a sí mismo».

- La interpretación relacional rechaza la interpretación objetiva del sistema, y propone en cambio que los estados del sistema son estados de relación entre el observador y el sistema. Distintos observadores, por tanto, describirán el mismo sistema mediante distintas funciones de onda. Antes de abrir la caja, el gato tiene información sobre el estado del dispositivo, pero el experimentador no tiene esa información sobre lo que ha ocurrido en la caja. Así, para el gato, la función de onda del aparato ya ha colapsado, mientras que para el experimentador el contenido de la caja está aún en un estado de superposición. Solamente cuando la caja se abre, y ambos observadores tienen la misma información sobre lo que ha pasado, las dos descripciones del sistema colapsan en el mismo resultado.

- La interpretación asambleística o estadística interpreta la función de onda como una combinación estadística de múltiples sistemas idénticos. La superposición es una abstracción matemática que describe este conjunto de sistemas idénticos; pero cuando observamos un sistema individual, el resultado es uno de los estados posibles. El vector de estado no se aplicaría a experimentos con gatos individuales, sino solo a las estadísticas con gatos preparados de manera similar. Sin embargo, esta interpretación es incapaz de explicar fenómenos experimentales asociados a partículas individuales; como la interferencia de un solo fotón en la versión cuántica del experimento de Young pero los defensores de esta interpretación afirman que esto hace que la paradoja del gato de Schrödinger sea un asunto trivial.

## Aplicaciones y pruebas
El experimento descrito es puramente teórico y no se sabe que la máquina propuesta haya sido construida. Sin embargo, se han realizado experimentos exitosos que involucran principios similares, por ejemplo, superposiciones de objetos relativamente grandes (según los estándares de la física cuántica). Estos experimentos no muestran que un objeto del tamaño de un gato pueda superponerse, pero el límite superior conocido de los «estados felinos» ha sido nombrado así en su honor. En muchos casos, el estado es de corta duración, incluso cuando se enfría casi al cero absoluto.
- Se ha logrado un "estado de gato" con fotones.[14]
- Se ha atrapado un ion de berilio en un estado superpuesto.[15]
- Un experimento que involucra un dispositivo superconductor de interferencia cuántica («SQUID») se ha relacionado con el tema del experimento mental: «El estado de superposición no corresponde a mil millones de electrones que fluyen en una dirección y mil millones de otros fluyen en la otra dirección. Los electrones superconductores se mueven en masa. Todos los electrones superconductores en el SQUID fluyen en ambos sentidos alrededor del bucle a la vez cuando están en el estado de gato de Schrödinger».[16]
- Se ha construido un «diapasón» piezoeléctrico, que se puede colocar en una superposición de estados vibrantes y no vibrantes. El resonador comprende aproximadamente 10 billones de átomos.[17]
- Se ha propuesto un experimento con un virus de la gripe.[18]
- Se ha propuesto un experimento con una bacteria y un oscilador electromecánico.[19]

En computación cuántica, la frase «estado de gato» a veces se refiere al estado GHZ (Greenberger–Horne–Zeilinger), en el que varios qubits están en una superposición igual de todos 0 y todos 1; p.ej,
{\displaystyle |\psi \rangle ={\frac {1}{\sqrt {2}}}{\bigg (}|00\ldots 0\rangle +|11\ldots 1\rangle {\bigg )}.}
Según al menos una propuesta, puede ser posible determinar el estado del gato antes de observarlo.

## Extensiones
El amigo de Wigner es una variante del experimento con dos observadores humanos: el primero hace una observación sobre si se ve un destello de luz y luego comunica su observación a un segundo observador. El problema aquí es: ¿la función de onda «colapsa» cuando el primer observador mira el experimento, o solo cuando el segundo observador está informado de las observaciones del primer observador?
En otra extensión, físicos prominentes han llegado a sugerir que los astrónomos que observaron la energía oscura en el universo en 1998 pueden haber «reducido su esperanza de vida» a través de un escenario pseudofelino de Schrödinger, aunque este es un punto de vista controvertido.
En agosto de 2020, los físicos presentaron estudios que involucran interpretaciones de la mecánica cuántica que están relacionadas con las paradojas del gato de Schrödinger y del amigo de Wigner, lo que resultó en conclusiones que desafían supuestos aparentemente establecidos sobre la realidad.